# Димензионална скала опсесивно-компулзивног поремећаја
Димензионална скала опсесивно-компулзивног поремећаја (DOCS) је инструмент за самопроцену од 20 ставки који процењује тежину симптома опсесивно-компулзивног поремећаја (ОКП) на основу четири емпиријски поткрепљене димензије засноване на темама: (а) контаминација, (b) одговорност за штету и грешке, (c) непотпуност/симетрија и (d) неприхватљиве (табу) мисли. Скалу је 2010. године развио тим стручњака за ОКП, предвођен др Џонатаном Абрамовицем, како би побољшао постојеће мере ОКП и унапредио процену и разумевање поремећаја. DOCS садржи четири подскале (које одговарају четири димензије симптома) за које је показано да имају добру поузданост, валидност, дијагностичку осетљивост и осетљивост на ефекте лечења у различитим окружењима, међукултурно и на различитим језицима. Као такав, DOCS задовољава потребе клиничара и истраживача који желе да мере тренутне симптоме ОКП или да процене промене симптома током времена (нпр. током лечења).

## Образложење
DOCS је развијен првенствено због потребе за мером опсесивно-компулзивних (ОК) симптома који се мапирају на емпиријски утврђене димензије симптома ОК (или „подтипове“) на концептуално конзистентан начин. Истраживања доследно показују да се симптоми ОКП своде на следеће димензије засноване на темама:
- Контаминација — Састоји се од опсесије клицама, болешћу и гађењем, заједно са избегавањем контаминанта и компулзивних ритуала прања и чишћења (тј. деконтаминације).
- Одговорност за штету или грешке — Састоји се од опсесивних сумњи и идеја о могућем узроковању или неуспеху у спречавању штете, несреће, лоше среће (себи или другима), заједно са ритуалима провере и тражења уверавања.
- Неприхватљиве мисли — Састоје се од понављајућих, веома узнемирујућих, одвратних опсесивних мисли, сумњи, слика и идеја о „табу“ темама као што су насиље, неморал, секс, религија и богохуљење. Ове опсесије су обично праћене понашањем избегавања, као и компулзивним проверавањем, понављањем понашања, менталним ритуалима и прекомерним тражењем уверавања.
- Непотпуност — Опсесије које укључују искуства која нису баш онаква каква требају и осећај непотпуности или асиметрије, понекад праћене страхом од наношења штете или лоше среће; и наручивање/организовање и понављање ритуала.

Други циљ DOCS-а био је да се позабави важним недостацима широко коришћених мера ОКП-а (као што су Јејл-Браунова скала опсесивно-компулзивног поремећаја [YBOCS], инвентар опсесивно-компулзивног поремећаја [OCI и OCI-R] и Падуа инвентар [PI и PI-R]). Ограничења ових инструмената укључују:
- Пристрасност према процени најчешћих симптома ОКП. ОКП је веома хетероген поремећај са опсесијама и компулзијама које могу имати много облика и тема.[9][11][12] Многе мере ОКП су усмерене ка процени најчешћих (квинтесенцијалних) типова опсесија и компулзија (нпр. опсесије контаминацијом, компулзије прања/чишћења). Стога, под једнаким условима, особе са чешћим типовима симптома ОКП (нпр. прање и проверавање) добиће веће резултате од пацијената са другим (ређим, али подједнако тешким) типовима симптома (нпр. религиозне опсесије/скрупулозност).

- Ограничена концептуализација тежине. Већина скала самопроцене ОКП садржи једнодимензионалну процену тежине. На неким скалама, на пример, испитаници једноставно оцењују свој ниво „патње“ повезане са различитим врстама опсесија и компулзија. Истраживања, међутим, показују да тежина симптома ОКП-а се састоји од више параметара као што су патња, ометање функционисања и учесталост или трајање опсесија и компулзија.[13]

- Ограничена концептуализација тежине. Већина скала самопроцене ОКП садржи једнодимензионалну процену тежине. На неким скалама, на пример, испитаници једноставно оцењују свој ниво „патње“ повезане са различитим врстама опсесија и компулзија. Истраживања, међутим, показују да тежина симптома ОКП-а се састоји од више параметара као што су патња, ометање функционисања и учесталост или трајање опсесија и компулзија.
- Процена опсесија одвојено од компулзија. Многе мере симптома ОКП процењују опсесије одвојено од компулзија, третирајући ове симптоме као неповезане клиничке феномене. Па ипак, истраживања показују да су опсесије и компулзије повезане једна са другом.[13] Штавише, симптоми ОКП се јављају дуж тематских димензија (или подтипова) које укључују и опсесије и компулзивне ритуале.[11][9] Стога, многе мере не пружају клиничарима и истраживачима одговарајући концептуални оквир за најбоље разумевање и лечење симптома ОКП.
- Неуспех у процени избегавања. Већина мера симптома ОКП не обухвата понашање избегавања, што је главни симптом за многе људе са ОКП. Људи са ОКП који немају много компулзија, на пример, често имају опсежне обрасце избегавања који доприносе укупној тежини и ометању функционисања повезаном са поремећајем.
- Укључивање гомилања. Донедавно је гомилање (од стране многих стручњака) сматрано симптомом опсесивно-компулзивног поремећаја (ОКП); међутим, сада се зна да је то засебно стање.[14][15]  Многе мере симптома ОКП укључују ставке које процењују гомилање у њиховој укупној оцени тежине. Стога, ови инструменти прецењују тежину симптома ОКП код особа са понашањем гомилања.

Сходно томе, DOCS:
- процењује тежину димензија симптома ОКП поткрепљених истраживањем (искључујући гомилање) на концептуално доследан начин,
- мери тежину симптома као функцију више параметара,
- укључује процену понашања избегавања,
- процењује тежину симптома независно од броја, опсега или врста различитих опсесија и компулзија, и
- прилично је кратак и лак за примену у клиничким и истраживачким условима са клиничком и неклиничком популацијом.[9]